# Michu
Miguel Pérez Cuesta (født 21. marts 1986), kendt som Michu, er en spansk tidligere professionel fodboldspiller, som spillede som angriber eller offensiv midtbanespiller i sin karriere.

## Klubkarriere

### Oviedo og Celta
Michu begyndte sin karriere hos lokalklubben Real Oviedo, som på tidspunktet spillede i de lavere spanske rækker.
Han skiftede i 2007 til Celta de Vigo. Han spillede oprindeligt for andetholdet, men fik i 2008 chancen for førsteholdet, hvorefter han etablerede sig på holdet.

### Rayo Vallecano
Michu skiftede i juli 2011 til La Liga-klubben Rayo Vallecano. Han imponerede i sin debutsæson hos Rayo, da han scorede 15 mål i ligaen i sæsonen.

### Swansea City

#### Topscorersæson
Michu skiftede i juli 2012 til walisiske Swansea City. Han fik sin ligadebut for klubben den 18. august i en kamp mod Queens Park Rangers. Han scorede her to mål og lavede en assist, da Swansea slog QPR med 5-0. Han fortsatte med at score over de næste kampe, og scorede i Swanseas efterfølgende kamp mod West Ham hjemme på Liberty Stadium, hvor Swansea vandt 3-0. I kampen efter, spillede Swansea 2-2 hjemme mod Sunderland, Her gjorde Michu det til 2-2, på hovedstød og reddede dermed et point til Swansea. Han spillede i sæsonen en central rolle i, at Swansea vandt League Cup for første gang i klubbens historie, da de slog Bradford City i finalen. Han blev ved sæsonens udgang kåret som årets spiller i klubben.

#### Skader og leje
Skader begyndte dog herefter at plage Michu. Han blev i juli 2014 lejet til italienske Napoli, men skaderne begrænsede hans spilletid meget. Han vendte tilbage til Swansea, men spillede ikke for klubben igen. I november 2015, mere end et år siden han sidst havde spillet for klubben, blev han enig med klubben om at ophæve sin kontrakt.

### Langreo og Oviedo
Michu valgte herefter at skifte til UP Langreo i den fjerdebedste spanske række. Efter en sæson her, skiftede han tilbage til sin barndomsklub Real Oviedo.
I juli 2017, i en alder af kun 31, annoncerede Michu at han stoppede sin spillerkarriere som resultat af de gentagende skader i sin ankel, som havde plaget ham siden sin fantastiske sæson i 2012-13.

## Landsholdskarriere
Michu debuterede for Spaniens landshold den 11. oktober 2013 i en kamp imod Hviderusland. Dette ville dog blive hans eneste kamp for landsholdet i sin karriere.

## Titler
Swansea City
- Football League Cup: 1 (2012-13)